# Dragsholm

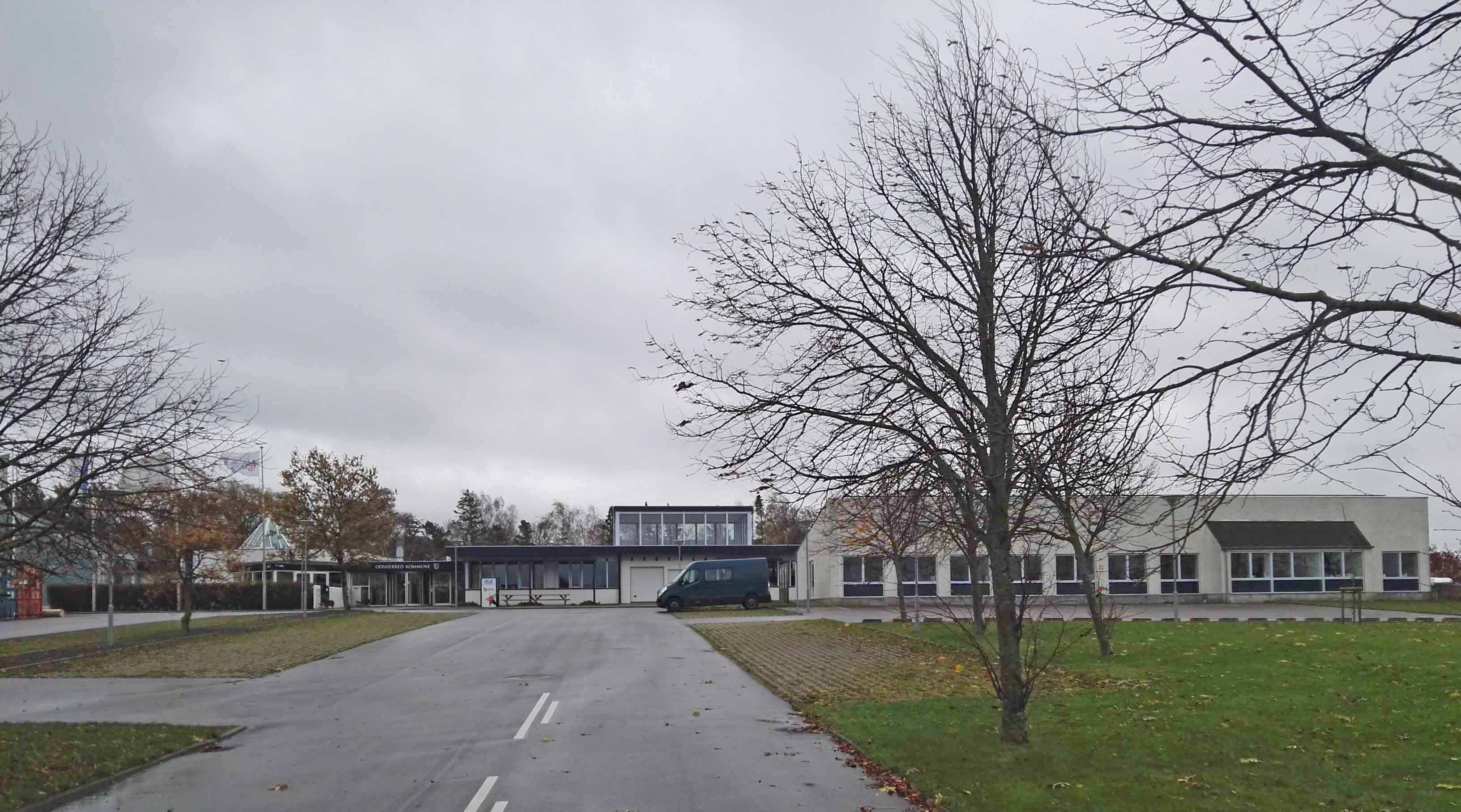
Prefeitura de Dragsholm

Dragsholm é um município da Dinamarca, localizado na região este, no condado de Vestsjaelland.
O município tem uma área de 152,47 km² e uma população de 13 695 habitantes, segundo o censo de 2004.